# Crepidula cachimilla
Crepidula cachimilla is een slakkensoort uit de familie van de Calyptraeidae. De wetenschappelijke naam van de soort is voor het eerst geldig gepubliceerd in 2004 door Cledon, Simone & Penchaszadeh.